# Кононенко Віктор Іонасович
Віктор Іонасович Кононенко (30 травня 1974, с. Оситняжка, Новомиргородський район, Кіровоградська область) — генерал-лейтенант, заступник голови Служби безпеки України з 17 липня 2017 року до 3 червня 2019 року. Депутат Київської міської ради.

## Життєпис
Народився 30 травня 1974 року в селі Оситняжка Новомиргородського району Кіровоградської області.. У 1991 році закінчив Черкаську ЗОШ № 15, після чого вступив до Черкаського ПТУ № 6. У 1992 році з відзнакою закінчив ПТУ та отримав кваліфікацію «кухар 3 розряду».
У 1992—1994 роках проходив службу в лавах ЗСУ. Звільнився в запас з посади заступника командиру взводу, військове звання «старшина».
У 1994—1995 роках. працював охоронцем, старшим охоронцем, начальником зміни охорони в ПП «Заслін».
У 1999 році закінчив філологічний факультет Черкаського державного університету ім. Богдана Хмельницького, в 2006 році — Національну академію СБУ.
З 2009 року займав посаду начальника Головного відділу захисту національної державності (Департаменту «Т») при Черкаському УСБУ — з контролю за політичними партіями і процесами, а у 2013—2014 роках був заступником начальника Управління СБУ в Черкаській області.
У березні 2014 Президія Народної Ради Черкаської області рекомендувала Кабінету Міністрів України призначити Кононенко главою УСБУ в Черкаській області. З березня 2014 року був першим заступником начальника Управління СБУ в Черкаській області.
Учасник бойових дій. Керівник об'єднаного штабу СБ України в районі проведення АТО в 2015—2017 роках.
14 лютого 2017 року очолив Департамент захисту національної державності (Департамент «Т») СБУ.
10 липня 2017 року призначений заступником голови СБУ указом президента.
23 березня 2018 року присвоєно військове звання генерал-лейтенант.
Звільнився з військової служби в серпні 2019 року за вислугою років.
25 жовтня 2020 року обраний депутатом IX скликання Київської міської ради від партії «Європейська Солідарність» (№ 7 у списку). У серпні 2023 року достроково припинив за власним бажанням свої повноваження.

## Особисте життя
Дружина — Кононенко Олена Леонідівна, працює головним бухгалтером КЗ «Черкаська обласна філармонія». Має доньку Олену та сина Владислава.

## Нагороди
- Орден Богдана Хмельницького II ступеня[6]